# Cassephyra proximata
Cassephyra proximata är en fjärilsart som beskrevs av W. Warren 1906. Cassephyra proximata ingår i släktet Cassephyra och familjen mätare. Inga underarter finns listade i Catalogue of Life.